# Thomson Reuters
Thomson Reuters Corporation è una multinazionale canadese operativa nel settore dei mass media e dell'informazione. Fondata a Toronto il 17 aprile 2008 dalla fusione del colosso dell'informazione finanziaria canadese Thomson con la Reuters, è quotata alla Borsa di New York e a quella di Toronto. Dal luglio 2018 il 55% è controllato da Blackstone Group.

## Storia
La società nata dalla fusione tra Thomson e Reuters è una delle più importanti nel campo dell'informazione economico-finanziaria: il nuovo gruppo controlla il 34% del mercato mentre un altro 33% è detenuto da Bloomberg.

### The Thomson Corporation
Fondata da Roy Thomson nel 1934 a Toronto, in Canada, come editore del The Timmins Daily Press. Nel 1953 Thomson acquisisce il giornale Scotsman e l'anno dopo si trasferisce in Scozia. Nel 1959 compra il gruppo Kemsley che gli dà anche il controllo del Sunday Times. Nel 1965 entra nel business delle compagnie aeree rilevando Britannia Airways. Nel 1967 acquisisce il Times, quattro anni più tardi entra nel settore delle esplorazioni di petrolio e gas partecipando a un consorzio per sfruttare le riserve nel Mare del Nord.
Negli anni settanta, in seguito alla scomparsa di Roy Thomson, la società si ritira dai giornali nazionali e dai mezzi di comunicazione, vendendo il Times, il Sunday Times e una televisione scozzese trasferendosi nell'editoria. Nel 1988 acquista Sweat & Maxwell che nel 1989 si fonde con Thomson Newspapers dando vita a The Thomson Corporation.

### Reuters Group
Fondato da Paul Julius Reuters nel 1851 a Londra come agenzia che trasmette le quotazioni prima della Borsa londinese e poi di quella parigina. Nel 1865 è la prima a trasmettere la notizia dell'assassinio di Abramo Lincoln.
Nel 1984 è quotata alla Borsa di Londra e al NASDAQ negli Stati Uniti. Si trova anche una soluzione per eliminare le preoccupazioni di chi teme che la segnalazione obiettiva delle notizie possa essere messa a repentaglio nel caso in cui il controllo della società finisca nelle mani di un singolo azionista: la regola in base alla quale a nessun individuo è consentito detenere più del 15% della società.  Se questo limite viene superato, gli amministratori possono ordinare all'azionista di ridurre la partecipazione a meno del 15%.  Questa regola viene applicata alla fine degli anni ottanta quando la News Corporation di Rupert Murdoch, che già deteneva circa il 15% di Reuters, acquista una società di notizie australiana che possedeva anche azioni di Reuters.  In seguito Murdoch è così costretto a ridurre le sue partecipazioni a meno del 15%.
Un'ulteriore protezione per salvaguardare l'indipendenza della Reuters è fornita dalla società Reuters Founders Limited, costituita nel 1984 come parte del flottante azionario.  La missione dichiarata di questa società è di proteggere l'integrità della produzione di notizie dell'azienda.  Contiene una "Founders Share", che può porre il veto su tutte le altre azioni se si tenta di modificare una qualsiasi delle regole relative ai Reuters Trust Principles.  Questi principi stabiliscono gli obiettivi della società di indipendenza, integrità e libertà da pregiudizi nei suoi reportage di notizie.
Negli anni successivi Reuters amplia la sua rete per fornire informazioni e servizi. I principali: Equities 2000 (1987), Dealing 2000-2 (1992), Business Briefing (1994), Reuters Television per il mercato finanziario (1994), 3000 Series (1996), Reuters 3000 Xtra (1999). Ma i conti economici non sono per niente brillanti. Il 15 maggio 2007 la canadese Thomson Corporation acquisisce Reuters Group per 17,6 miliardi di dollari. Il controllo di Thomson arriva al 53% della nuova società chiamata Thomson Reuters. L'incarico di amministratore delegato è affidato a Tom Glocer, ex numero uno di Reuters, e viene cancellata la regola del 15% di proprietà massima. La spiegazione: "Il futuro di Reuters ha la precedenza sui principi". L'acquisizione è chiusa nell'aprile 2008.

### Thomson Reuters
Nel 2009 la nuova società interrompe le quotazioni alla Borsa di Londra e al NASDAQ per quotarsi alla Borsa di New York e alla Borsa di Toronto (simbolo:TRI). Nel 2010 lancia la workstation fiscale ONESOURCE, razionalizza la piattaforma finanziaria e servizi di dati con due prodotti: Eikon e Elektron. lancia anche il digital Thomson Reuters Westlaw. Nel 2012 Jim Smith diventa amministratore delegato, nel 2013 sono annunciati quasi 5.000 tagli di personale nel settore legale e finanziario, nel 2014 la società si ristruttura in otto divisioni. I principali: finanziario, legale, farmaceutico, agenzia di stampa, contabilità fiscale.
Oltre a diventare la società più importante nell'informazione economico-finanziaria, Thomson Reuters, dopo aver acquisito l'Institute for Scientific Information (ISI), fornisce sulla piattaforma Journal Citation Reports (JCR) il calcolo globale del fattore d'impatto, indice per la valutazione delle riviste scientifiche in base al numero medio di citazioni ricevute in un anno.
Tra il 2008 e il 2018 Thomson Reuters realizza oltre 200 acquisizioni.
Nel febbraio 2018 Blackstone Group, a capo di una cordata di investitori tra cui il fondo sovrano di Singapore e quello pensionistico canadese, rileva il 55% della divisione "finanza e rischi" di Thomson Reuters per 20 miliardi di dollari. Un'operazione che ha il sapore della sfida per i concorrenti Bloomberg e Dow Jones. In luglio l'ok dell'Antitrust. Nell'accordo c'è l'impegno a pagare per 30 anni 325 milioni l'anno a supporto di Reuters News.

## Sponsorizzazioni
Thomson Reuters ha sponsorizzato il campione canadese di golf Mike Weir e il team AT&T Williams di Formula Uno.

## In politica
Thomson Reuters è stato tra i principali finanziatori della Fondazione Clinton per le elezioni presidenziali americane del 2016.